# Tangub
Tangub est une localité de la province du Misamis occidental, aux Philippines. En 2015, elle compte 63 011 habitants.